# 郁久闾业
郁久闾业（?—?），南北朝时漠北柔然汗国的后裔，北齐人。

## 家世
出自北齐郁久闾业碑。郁久闾其姓，本出东胡，郁久闾业的高祖父是仆浑（茹茹国王步浑，柔然第四代可汗大檀的父亲），曾祖父是闾大肥的弟弟闾大埿倍颐。祖父名为大泥鹊起。魏道武帝时，大埿倍颐和闾大肥率一族归顺北魏，之后世居中原。传世五代，郁久闾业在北齐为官。